# Ezermuiža
Ezermuiža – miejscowość na Łotwie, w północnej Kurlandii, w novadsie Tukums i pagastsie Engure, ok. 87 km na północny zachód od Rygi, na granicy parku krajobrazowego Jeziora Engure, ok. 4 km od wybrzeża Morza Bałtyckiego, 55 mieszkańców (2005).